# Estêvão Tomašević
Estêvão Tomašević (Stjepan Tomašević; m. 1463) foi o último déspota da Sérvia, de 21 de março de 1459 a 30 de junho de 1459 como Estêvão VIII e rei da Bósnia de 10 de julho de 1461 a junho de 1463 como Estêvão II que pertencia à Casa de Kotromanić. Durante seu breve reinado, entregou a cidade de Semêndria ao exército otomano sem travar sequer uma luta. Perdeu o despotado da Sérvia e, em seguida, o Reino da Bósnia após o cerco à fortaleza de Ključa. Denunciado pelo pastor Mamude Anđelović com a promessa de que teria a vida poupada, foi traído, levado ao sultão otomano Maomé II, o Conquistador (r. 1451–1481) em Jajce, e condenado à morte.

## Família
Estêvão Tomašević era o filho mais velho do rei da Bósnia Tomás (r. 1443–1461) de seu primeiro casamento com Vojača. Além de Estêvão, o casamento gerou mais dois filhos, de nomes desconhecidos. Em 1446, Estêvão Tomás se casou com Catarina Kosača, filha do duque Estêvão Vukčić Kosača. Com ela teve mais dois filhos:
- Catarina Tomašević, que se converteu ao islamismo em 1463
- Sigmundo Tomašević, também convertido em 1463 com o nome de Isaque, depois obrigado a mendigar (morreu em Ásia Menor no final do século XV)

Estêvão Tomašević casou-se com Helena Branković, e com ela provavelmente não teve filhos ou, se chegou a ter, foram capturados em 1463. Nessa ocasião, ele e seus tios Radivoj, seu irmão e suas irmãs foram forçados a se converter ao Islã.
Helena Branković era filha do déspota Lázaro Branković (1456-1458) e de Helena Paleóloga, filha do déspota da Moreia Tomás Paleólogo (1428-1449, 1449-1460), irmão dos imperadores bizantinos João VIII (1425-1448) e Constantino XI Paleólogo  (déspota 1428-1449, 1449-1453). Ela, mais tarde, sobreviveu à execução de Estêvão em Jajce, refugiou-se em Ragusa e, em seguida, foi para a Itália, que, no final foi com sua tia Mara Branković para seu palácio em Salônica, onde morreu em 1498.